# 咚奇剛 蕉力全開
《咚奇剛 蕉力全開》是一款由任天堂企划制作本部为任天堂Switch 2开发的平台动作游戏。玩家将控制大猩猩咚奇剛（大金剛），与少女波琳一同深入地下世界，从邪恶组织手中夺回黄金香蕉「蕉钻石」。玩家将在沙盒式的关卡中自由探索、完成任务、与敌人战斗、收集各式物品。《蕉力全開》的最大特色在于其可破坏的场景系统；游戏中几乎所有地形都能被玩家破坏，从而开辟出新的前进路线，或是发现隐藏的宝物。
《咚奇剛 蕉力全開》的开发团队与2017年的《超级马力欧 奥德赛》的开发团队同为任天堂企划制作本部第八制作组。本作是自2014年的《森喜刚 热带寒流》以来首款咚奇剛系列原创作品，也是自1999年的《大金刚64》以来的首款3D平台动作游戏。游戏于2025年7月17日发售。

## 遊戲内容
《咚奇剛 蕉力全開》是一款結合破壞玩法與開放世界探索要素的3D平台游戏與冒險遊戲。玩家將操控經典角色咚奇剛（大金剛），目標是收集金黃色香蕉形狀的「蕉鑽石」，同時探索地下世界中充滿沙盒風格的關卡。每個地下層都有不同主題，例如冰凍地帶、熔岩火山與熱帶叢林等。
咚奇剛能夠滾動、拳擊、拍擊地面、攀爬多數表面，並可撿起或投擲物品。玩家可以用收集到的蕉鑽石於技能樹中升級角色能力。玩家會在NPC長老處學習到以各種動物為主題的的變身強化能力，包括增強力量的巨猩形態、提升速度的斑馬形態，以及能滑翔並投擲蛋炸彈的鴕鳥形態。玩家可自由切換變身，但使用時間受能量表限制。
媒體普遍將《咚奇剛 蕉力全開》與2017年的《超級瑪利歐 奧德賽》相比，甚至有評論認為它是《奧德賽》的精神續作。遊戲的核心進度來自收集蕉鑽石，其功能近似《奧德賽》的「力量之月」，可透過推進劇情或探索秘密地點獲得。探索過程中，玩家會發現隱藏區域，需完成限時跳躍、解謎、敵人戰鬥或採礦等挑戰，成功後可獲得寶石或稀有獎勵。此外，遊戲還包含向《超级大金刚》系列致敬的橫向卷軸關卡及礦車關卡。
玩家在冒險途中會與非玩家角色互動，獲得提示、協助或蕉鑽石，經典角色如库朗奇刚、迪迪剛、蒂克斯刚及犀牛兰比均會回歸。劇情開端，咚奇剛與一名會說話的紫色岩石角色「不可思議的岩石」成為搭檔，她將引導玩家完成目標。隨劇情推進，揭示不可思議的岩石其實是年輕版的波琳，她能以歌聲觸發咚奇剛的變身並解除封印；若開啟雙人合作模式，第二位玩家可操控波琳並發射爆破彈幕。《咚奇剛 蕉力全開》支援「游戏分享」功能，第二玩家可在Switch 2或初代Switch上以本地或線上方式加入。
遊戲的一大特色是高度的可破壞環境。咚奇剛可以破壞關卡中的大多數地形，並能從牆面或地面扯下碎塊作為投擲武器，從而發現隱藏物品、擊敗敵人，還能當作滑板使用。軟質地形可被堆疊以開拓新路線，破壞後也可能改變移動方式，例如挖掘地道以連接不同區域。每個關卡底部設有不可破壞的基岩限制破壞範圍。層與層之間則由大型頭目戰守衛，必須擊敗才能解鎖後續內容。進度會以3D世界地圖呈現，玩家也可搭乘巨型鰻魚在各層之間進行快速旅行。
其他收集要素包括：黃金（作為貨幣與變身能量）、氣球（防止咚奇剛墜落時復活用）、蕉鑽片（可兌換蕉钻石）、化石（可換取咚奇剛及波琳的造型服裝）、以及遊戲內音樂收藏曲目。《咚奇剛 蕉力全開》同樣支援Amiibo功能：掃描本作主題的咚奇剛與波琳Amiibo可解鎖波琳的專屬服裝。而現有咚奇剛系列的Amiibo（如迪迪剛、庫魯魯王、超級任天堂世界飾品）則可召喚爆炸金磚或具特殊效果的球體協助探索。此外，遊戲內建自由攝影模式，玩家可使用全景相機進行構圖拍攝。遊戲還附帶藝術創作模式「DK艺术家」，能透過Joy‑Con 2的滑鼠功能進行雕刻與繪畫。

## 登場角色

### 主要角色
咚奇剛
声 - 武田幸史
本作主人公。為了追求香蕉而在地下世界冒險。個性溫厚又漫不經心，不是香蕉就看不上眼。現在似乎與坎迪交往。
本作設計接近『超級瑪利歐兄弟電影版』中的造型，配音雖然與日本語版一樣都由武田負責，但他在本作中幾乎沒有甚麼台詞。
今作中可以改變毛色，領帶以及服裝（領帶以及服裝的改變可以帶來不同的能力）。
波琳
声 - EVE‧優里安(日本版) / ジェニー・キッド（歌）；林美秀 (台灣版)
本作女主角，是一個13歲少女。將咚奇念作「DK」（來自於她看到咚奇剛領帶上的名字英文縮寫）。
雖然喜歡唱歌，卻不擅長在大家面前演唱。
在故鄉夢想成為偉大的歌手。卻因為身上擁有某種力量而被博伊德德盯上，並且被封印在石頭內，之後被咚奇剛解放出來，並因為希望透過星球中心力量回到故鄉而與咚奇一起行動。
是本作中唯一有全台詞的角色，除了日本版的EVE外，全世界還有其他8名聲優負責配音並對應各自的語言。
與咚奇同様能夠改變服裝造型，他的各種服裝可以幫助咚奇提升不同的性能。

### 長老
奇剛長老
声 - 髙階俊嗣
斑馬長老
声 - 田久保修平
鴕鳥長老
声 - ならはしみき
大象長老
声 - 岡本嘉子
大蛇長老
声 - 一條和矢

### 博伊德公司
博伊德剛
声 - 林勇
博伊德公司社長。本作的幕後黑手，以星球中心為目標想要實現他的願望
古朗皮剛
声 - 林大地
博伊德公司社員。擅長製作十字鎬的兵器。
波比剛
声 - 生天目仁美
博伊德剛的美女秘書。由於經常私下獨自行動，所以沒有人知道他的真面目是甚麼。

### 剛一族
狄狄剛
系列作以來，咚奇熟悉的老朋友和搭檔。本作並未和咚奇一起行動，經營藍比舉辦的賽事。
狄克絲剛
狄狄剛的女友。這次沒有參加本次的冒險，同樣負責經營藍比舉辦的賽事，有向波琳說他過去幫助咚奇的事情。
克朗奇剛
咚奇剛的家人。似乎與藍比一起找尋某個人物。

### 克雷姆林軍團
故事終盤中出現，由鱷魚組成的軍團。
庫魯魯大王
声 - 最上嗣生
咚奇剛的宿敵。自咚奇剛系列作『咚奇剛 ジャングルクライマー』以來，闊別18年後再次登場。是本作真正的魔王，以星球中心為目標找尋的途中，遭到封印變成只露出金色腹部的狀態，並因為波琳的歌聲而偶然解開他的封印，並將把自己腹部誤以為是行星中心的博伊德剛擊飛到遙遠的天空上。之後企圖利用行星中心獲得世界最強的力量，將全世界變成自己所喜歡的腐爛黏答答的香蕉。本作中的最終決鬥時，當他變成庫魯魯船長時，會使用雷筒槍，變成庫魯魯男爵時，則會使用螺旋槳讓咚奇剛陷入苦戰，終盤時還將星球中心吸收到自己體內，並變身為庫魯魯腐臭大王。在波琳的故鄉‧紐約市裡設置專屬的擂台來接受最後的挑戰。

### 蕉力變身型態
奇剛蕉力全開
最初蕉力全開變身的形態，並能夠變身成巨大的猩猩。拳擊的威力能夠因此提升，蓄力後還能使出強烈的一擊。
斑馬蕉力全開
能夠變身為斑馬。還可以迅速移動，並能夠因此在即將毀壞的橋上或是水面中行走。還可藉著衝刺對敵人造成傷害。
駝鳥蕉力全開
能夠變身為鴕鳥。除了可以在空中飛行一段時間外，還可以從空中發射鳥蛋炸彈。
大象蕉力全開
能夠變身為大象。能用鼻子吸收岩石以及岩漿，還可以將吸收的物品噴出來攻擊敵人。
大蛇蕉力全開
能夠變身為大蛇。會讓咚奇下半身變成蛇尾，透過蛇尾的力量可以彈跳到高處。另外還可以使用蛇的凝視停止對手的行動。

## 開發
《咚奇剛 蕉力全開》由曾打造出《超级马力欧 奥德赛》的任天堂企划制作本部第八制作组负责开发。据媒体Nintendo Life报道，其开发工作始于2017年或2018年。本作是自2004年的《大金刚 丛林节拍》以来首款由任天堂内部开发的咚奇剛系列游戏，也是系列自1999年的《大金刚64》以来的首款3D平台动作游戏。本作是自1994年Rare开发的《超级大金刚》以来，首款采用全新设计的咚奇剛形象的游戏，其造型与2023年《超级马力欧兄弟大电影》中的形象相仿。负责任天堂Switch 2主机开发的河本浩一，曾以《蕉力全開》的可破坏场景举例，表示正是因为新主机的处理速度远超初代Switch，才能实现这类「前所未有的新玩法」。

## 发行
《咚奇剛 蕉力全開》公布于任天堂于2025年4月2日举办的任天堂直面会。游戏在2025年7月17日在任天堂Switch 2平台发售。本作是自《热带寒流》以来的首款咚奇剛系列原创作品。任天堂于2025年6月18日播出了《蕉力全開》专场直面会。

## 反響
| 汇总媒体             | 得分      |
| -------------------- | --------- |
| Metacritic           | 91/100    |
| OpenCritic（推荐率） | 100% 推薦 |

| 媒体                | 得分        |
| ------------------- | ----------- |
| 4Players            | 8.5/10      |
| Destructoid         | 9/10        |
| Eurogamer           | [ 38 ]      |
| Gamekult            | 8/10        |
| GamesRadar+         | 4.5/5       |
| GameSpot            | 9/10        |
| IGN                 | 10/10       |
| Jeuxvideo.com       | 17/20       |
| Nintendo Life       | 9/10        |
| 新音乐快递          | 4/5         |
| 衛報                | [ 46 ]      |
| Fami通              | 38/40       |
| The New York Times  | "Excellent" |
| The Washington Post | [ 49 ]      |

### 評價
根據Metacritic的評價，《咚奇剛 蕉力全開》獲得了「普遍讚譽」，分數為91/100。 在 OpenCritic 上，99%的評論家推薦該遊戲，且頂尖評論家的平均分數為91/100。評論者形容這款遊戲是Switch 2的「杀手级应用」。
IGN的Logan Plant認為《咚奇剛 蕉力全開》是「任天堂首款Switch 2傑作」，也是他玩過最出色的平台遊戲之一。他讚揚了咚奇剛的動作表現和技能，以及可破壞的環境與平台挑戰，稱之為「任天堂經典角色的華麗回歸」。Adam Newell在《Destructoid》的評論中讚賞《咚奇剛 蕉力全開》的驚喜設計、遊戲玩法和劇情。 Jim Norman 在《Nintendo Life》的評論中稱讚遊戲的多樣性、冒險感與挑戰關卡，但表示遊戲有「偶發的效能小問題」。《華盛頓郵報》的Gene Park認為《咚奇剛 蕉力全開》是近年來最優秀的任天堂遊戲之一，並將其與《超級瑪利歐 奧德賽》相提並論。
《Gamekult》的Cael批評《咚奇剛 蕉力全開》的鏡頭表現及在某些階段的操作方式。NME的Ali Shutler同樣批評鏡頭表現，並形容合作模式「像事後才加上的功能」，但稱讚了配樂。《4Players》的Jonas Höger亦批評鏡頭、合作模式及幀率問題，並認為首領戰過於簡單。《Jeuxvideo.com》的Charlan Moheng也認為首領戰過於簡單且「重複利用設計」，音樂不夠有衝擊力，且缺乏「驚豔」的遊戲橋段。

## 外部連結
- 官方网站